# Guido Maus
Guido Henry Maus (* 5. November 1964 in Malmedy) ist ein belgischer Künstler und lebt in Birmingham, Alabama, USA
Der Maler und Bildhauer Guido Maus stellte in Belgien, Frankreich und den Niederlanden aus, bevor er 2000 nach Tribeca, Manhattan, New York übersiedelte. Ab 2004 zog er mit seinem Studio und seiner Familie nach Birmingham, Alabama um.
Hier wurden seine Werke in der Birmingham Gallery, der Bare Hands Gallery und im Space One Eleven gezeigt. Seine Fensterinstallation „Opinionative Forces – Poems for the Struggling Mensch“ im Space One Eleven war die erste in einer Serie von mehreren Zusammenarbeiten mit dieser Galerie. Einige Galerien führen Ausstellungen mit Unterstützung der Andy Warhol Foundation, New York durch.